# Literatura medieval da Escandinávia
A literatura medieval da Escandinávia concentra-se basicamente em torno de quatro grandes conjuntos: primeiro, as Eddas, apanhado de tradições mitológicas, existindo a poética, mais antiga e próxima da oralidade, e a prosaica, organizada no século XIII por Snorri Sturluson. Em segundo, as sagas islandesas, um conjunto de narrativas prosaicas recontando histórias dos tempos viquingues, subdividindo-se em diversas categorias. Em terceiro, a poesia escáldica, realizada pelos poetas de corte da Era Viquingue e no início do cristianismo. Em quarto, as narrativas com cunho histórico, como as grandes descrições do povoamento escandinavo ou as compilações das vidas dos reis, sobressaindo-se a Feitos dos Danos, a Heimskringla e o Livro da Colonização. Esta produção literária foi realizada entre os séculos XII a XIV, mas contendo diversos manuscritos inclusive da época renascentista, que preservaram originais perdidos.